# Pyramid Song
Pyramid Song este a doua piesă de pe albumul Amnesiac al trupei britanice Radiohead. 